# Trascrittoma
Viene definito trascrittoma la totalità degli RNA trascritti a partire da un genoma. Da questo concetto deriva la trascrittomica, una delle branche che si sono evolute dopo i primi sequenziamenti di interi genomi, quando ci si rese conto del limite imposto dalle analisi di espressione genica usate tipicamente fino a quel momento (analisi single gene, come northern blotting e RT-PCR), in grado di quantificare in modo relativo (cioè utilizzando come riferimento l'espressione di un gene che mantiene un'espressione costante, detto housekeeping) o in modo assoluto (numero di copie di un dato mRNA presente nella cellula) l'espressione di solo uno o pochi geni. 
La trascrittomica mira all'analisi di interi profili d'espressione, cioè a quantificare l'espressione di un gran numero o di tutti i trascritti, il trascrittoma appunto. Un tipico esempio di strumento per l'analisi del trascrittoma è il microarray, che permette di confrontare l'espressione di un intero genoma in diverse condizioni di crescita cellulare.